# Amphibia (Fernsehserie)
Amphibia ist eine amerikanische Animationsserie von Matt Braly, die in Deutschland vom 17. Februar 2020 bis zum 3. August 2023 auf dem Disney Channel und in den USA vom 17. Juni 2019 bis zum 14. Mai 2022 auf dem Disney Channel ausgestrahlt wurde. Im Original der Serie sind die Stimmen von Brenda Song, Justin Felbinger, Bill Farmer, Amanda Leighton, Anna Akana, Troy Baker, Haley Tju und Keith David zu hören.

## Handlung
Die Serie erzählt von den Abenteuern eines unabhängigen, furchtlosen und mutigen thailändisch-amerikanischen Mädchens namens Anne Boonchuy. An ihrem 13. Geburtstag wird Anne von Gleichaltrigen dazu gedrängt, eine geheimnisvolle Spieluhr (die so genannte Calamity Box) zu stehlen, die sie und ihre beiden besten Freundinnen Sasha Waybright und Marcy Wu auf magische Weise in die Welt von Amphibia schickt, einer wilden, tropischen Sumpfinsel voller anthropomorpher Amphibien und bedrohlicher Kreaturen, wo sie voneinander getrennt werden. Anne wird von den Plantars aufgenommen, einer Froschfamilie, bestehend aus dem aufgeregten jungen Sprig, dem unberechenbaren und abenteuerlustigen Pollywog-Baby Polly und dem überfürsorglichen und traditionellen Großvater Hop Pop, die auf einer Farm in der Stadt Wartwood leben. Während sie sich mit ihrer neu gefundenen Familie anfreundet, lernt Anne allmählich, was es bedeutet, ein Held zu sein und eine wahre Freundschaft zu entwickeln, während sie gleichzeitig versucht, ihre Freunde zu finden und nach Hause zurückzukehren. Sasha verbündet sich mit Captain Grime, dem Anführer der kriegerischen Kröten von Toad Tower, die ihre Heimat Frog Valley kontrollieren wollen. Marcy landet in Newtopia, der Hauptstadt von Amphibia, dem Sitz der Regierung und der Heimat von Lady Olivia und General Yunan, der Prinzessin und dem General von Amphibien.
In der zweiten Staffel begeben sich Anne und die Plantars auf eine Reise nach Newtopia, um die Geheimnisse der Calamity Box zu erfahren und einen Weg zu finden, Anne nach Hause zu bringen. Dort trifft Anne auf Marcy, die ihr anbietet, ihr dabei zu helfen, die Macht der Kiste durch eine Reihe altertümlicher Prüfungen wiederherzustellen, nicht ahnend, dass der Herrscher von Amphibia, König Andrias, insgeheim Pläne für diese Kiste hat. Währenddessen planen Sasha und Grime, in Newtopia einzudringen und den Monarchen zu stürzen, damit die Kröten über ganz Amphibia herrschen kann.
In der dritten und letzten Staffel werden Anne und die Plantars in Annes Haus in einem Vorort von East Los Angeles gebracht. Anne muss nun der Froschfamilie helfen, sich an die menschliche Welt anzupassen und ihre Identität geheim zu halten, während sie nach einem Weg sucht, nach Amphibia zurückzukehren und Andrias' Invasion des Multiversums aufzuhalten. Dabei werden sie von Agenten des FBI gejagt. Als sie zurückkehren, entdecken sie, dass Sasha und Grime in Wartwood eine Widerstandsgruppe gegründet haben, und helfen ihnen bei ihrer Rebellion gegen Andrias, der Marcy als Wirt für seinen Meister, ein vieläugiges Wesen namens Core, benutzt.

## Produktion

### Entwicklung
Am 19. Februar 2018 wurde Amphibia vom Disney Channel mit einer Bestellung von 20 Episoden genehmigt. Die Serie wurde von Matt Braly entwickelt und produziert, der zuvor als Storyboardzeichner bei Gravity Falls und später als Regisseur bei Gravity Falls und Big City Greens tätig war. Laut seinem Twitter-Account hatte er fast zwei Jahre lang an der Serie gearbeitet, bevor er grünes Licht bekam, obwohl er mit der Konzeption des Projekts begann, während die Arbeiten an Gravity Falls zu Ende gingen. Matt hatte die Serie Anfang 2015 mit Prototyp-Designs der Protagonisten entwickelt.
Am 15. Mai 2019 verlängerte der Disney Channel Amphibia für eine zweite Staffel mit 20 Episoden, noch vor der Premiere.
Am 23. Juni 2020 wurde die Serie für eine dritte Staffel mit 18 Episoden verlängert, noch vor der Premiere der zweiten Staffel. In einem Reddit-AMA bezeichnete Braly Amphibia als „Geschichte in drei Akten“, wobei die zweite Staffel den „zweiten Akt“ darstellt. In der AMA stellte er außerdem klar, dass er „die Geschichte derzeit für 3 [Staffeln] strukturiert hat“, was bedeutet, dass die dritte Staffel die letzte Staffel der Serie sein wird. Später, am 16. März 2022, bestätigte der Storyboard-Künstler Alex Swanson auf Twitter, dass Staffel 3 die letzte der Serie sein wird.

### Writing
Die Show basiert auf Bralys Kindheitsreisen nach Bangkok, Thailand. Der Stil der Serie wurde von Filmen von Aardman Animations und Studio Ghibli inspiriert, während das Erzählformat von Gravity Falls  (an dem Braly zuvor arbeitete) und Steven Universe inspiriert wurde. Braly ließ sich bei der Entwicklung der Serie auch von Videospielen wie The Legend of Zelda und Chrono Trigger inspirieren. Weitere Inspirationen für die Serie sind Serien, die Braly in seiner Kindheit gesehen hat, wie Batman: The Animated Series  und Disneys Gargoyles; gerade Gargoyles hat er als Inspiration für den Handlungsbogen der Serie genannt. Laut Braly war einer der Gründe für die Entwicklung der Serie, dass er eine Serie wollte, deren Hauptfigur eine ähnliche Entwicklung wie die Figur Pacifica Northwest aus Gravity Falls durchläuft, da er das Gefühl hatte, dass „die drastische Veränderung dieser Figur so lohnend war, und deshalb wusste er, dass seine eigene Serie auch etwas von diesem Element haben sollte“. Die Figur des Sprig durchlief während der Entwicklung mehrere Veränderungen, wobei die Entwickler ihm immer wieder ein anderes Alter gaben, bevor sie sich dafür entschieden, den Charakter zu einer jüngeren, bruderähnlichen Figur für Anne zu machen. Auch Anne, Sasha und Marcy waren ursprünglich fünfzehn Jahre alt, weil sie wollten, dass die Serie einen Highschool-Charakter hat, wurden aber heruntergealtert, um die Zielgruppe der Serie anzusprechen; deshalb führt das Trio oft Handlungen aus, die eher Highschool-Schülern ähneln, wie z. B. Autofahren und Teilzeitjobs.
Die Serie ist die erste Zeichentrickserie mit einer thailändisch-amerikanischen Hauptfigur. Braly, der ebenfalls Thai-Amerikaner ist, entschied sich dafür, die Hauptfigur der Serie, Anne Boonchuy, zu einer Thai-Amerikanerin zu machen, weil er mehr thailändische Figuren in Fernsehserien sehen wollte. Laut Braly wurde Anne lose von seiner Großmutter inspiriert. Dass Anne Thai-Amerikanerin ist, hatte für ihn „oberste Priorität“, denn er wollte, dass thai-amerikanische Kinder sich im Fernsehen wiederfinden. Braly hat die Figur auch dunkelhäutig gemacht, da die Familie seiner Mutter braungebrannt ist. In Staffel 3, die auf der Erde spielt, wird Annes thailändisches Erbe weiter vertieft, unter anderem in einer Episode, die in einem Wat-Thai-Tempel in Los Angeles spielt. Braly beschrieb die Darstellung des Tempels in der Episode als „ziemlich genau“, da es ihm wichtig ist, die thailändische Kultur genau darzustellen.
Braly entschied sich dafür, die Serie in einer von Fröschen bevölkerten Welt spielen zu lassen, weil er der Meinung war, dass Frösche, die sich von Kaulquappen zu Fröschen entwickeln, perfekt zum Thema der Serie, nämlich Veränderung, passen. Braly integrierte auch Themen wie soziale Klassen und Umweltbewusstsein in die Serie, da Anne mit Fröschen aus verschiedenen sozialen Schichten interagiert und lernt, „die natürliche Welt um sie herum zu schätzen“.
Drei der vier Autoren der Serie sind Frauen, was Braly für notwendig hält, da es in der Serie um ein Mädchen im Teenageralter geht. Die Storyboardzeichner können ihre eigenen Ideen für eine Episode einbringen, eine Praxis, die Braly aus seiner Zeit bei Gravity Falls übernommen hat. Braly wollte, dass die Serie intensive Sequenzen enthält, die dennoch für alle Altersgruppen geeignet sind. Er prüft ständig, ob eine Szene für Kinder zu beängstigend ist und ob eine Szene das ist, was sie sein soll.

### Casting
Am 27. März 2019 wurde bekannt, dass Brenda Song als Stimme von Anne Boonchuy in der Serie mitspielen wird. Im April 2019 wurde berichtet, dass Justin Felbinger die Stimme von Sprig Plantar in der Serie übernehmen wird. Am 15. Mai 2019 wurde berichtet, dass Amanda Leighton und Bill Farmer als Polly bzw. Hopediah Hop Pop Plantar zur Besetzung gehören. Über 50 Schauspielerinnen sprachen für die Rolle der Anne vor, darunter Anna Akana und Haley Tju. Während die Rolle schließlich an Song ging, besetzte Braly stattdessen Akana und Tju als Annes menschliche Freunde, Sasha und Marcy. Laut Braly wurden bestimmte Rollen mit einem bestimmten Schauspieler im Hinterkopf geschrieben, wie z. B. König Andrias, der von Keith David gesprochen wird.
Muppet-Darsteller Matt Vogel (als Kermit der Frosch) hatte einen Auftritt in der Folge „Reichtum ist nicht alles“ der zweiten Staffel. Kermit selbst (den Vogel seit 2017 gespielt hat) wurde jedoch in Werbematerialien für die Rolle zugeschrieben. Kermit trat zuvor in zwei Werbe-Webvideos für die Serie sowie in einem D23 Expo-Panel auf, das sowohl die Serie als auch Big City Greens bewarb.
Laut Braly hat Song während der Aufnahmen mehrere Witze improvisiert. In ähnlicher Weise improvisierte Alex Hirsch mehrere Zeilen für seinen Auftritt in der zweiten Staffel der Folge „Wax Museum“. Während der COVID-19-Pandemie mussten die Darsteller ihren Text von zu Hause aus aufnehmen und ihn dann an die Redaktion der Serie schicken.

### Synchronisation
| Rolle                      | Original Synchronisation | Deutsche Synchronisation              |
| -------------------------- | ------------------------ | ------------------------------------- |
| Anne Boonchuy              | Brenda Song              | Shandra Schadt                        |
| Sprig Plantar              | Justin Felbinger         | Manuel Scheuernstuhl                  |
| Hopadiah 'Hop Pop' Plantar | Bill Farmer              | Christoph Jablonka                    |
| Polly Plantar              | Amanda Leighton          | Farina Brock                          |
| Einäugiger Wally           | James Patrick Stuart     | Oliver Mink                           |
| Sasha Waybright            | Anna Akana               | Maresa Sedlmeir, Katharina Friedl     |
| Marcy Wu                   | Haley Tju                | Zina Laus                             |
| Sadie Croaker              | Laila Berzins            | Uschi Wolff                           |
| Bürgermeister Toadstool    | Stephen Root             | Marc Rosenberg                        |
| Leopold Loggle             | Brian Maillard           | Kai Taschner                          |
| Toadie                     | Jack McBrayer            | Patrick Schröder                      |
| Grime                      | Troy Baker               | Gerhard Jilka                         |
| Ivy Sundew                 | Katie Crown              | Kerstin Julia Dietrich                |
| Stumpy                     | John DiMaggio            | Michael A. Grimm, Christian Giegerich |
| Angwin                     | Chris Wylde              | Daniel Pietzuch                       |
| Bailey                     | Julian Edwards           | Fabian Wittkowski                     |
| Barry                      | Keith Silverstein        | Thomas Wenke                          |
| Bartley                    | Sam Riegel               | Daniel Pietzuch                       |
| Bella                      | Kristen Schaal           | Anja Taborsky                         |
| Bessie                     | Melissa Villaseñor       | Kerstin Julia Dietrich                |
| Blair                      | Sam Riegel               | Arne Hörmann                          |
| Branson                    | Sam Riegel               | Grischa Olbrich                       |
| Captain Beatrix            | Aisling Bea              | Anja Taborsky                         |
| Chad Bandervlad            | Matthew Mercer           | Peter Lewys Preston                   |
| Chuck                      | Matt Braly               | Grischa Olbrich                       |
| Felicia Sundew             | Kaitlyn Robrock          | Nicole Belstler-Boettcher             |
| Frobo                      | Matt Braly               | Dustin Peters                         |
| Frosch Jordan              | Diedrich Bader           | Klaus B. Wolf                         |
| General Yunnan             | Zehra Fazal              | Anja Taborsky                         |
| Ginger                     | Ella Allan               | Zoe Durakovic                         |
| Gunther                    | Chris Sullivan           | Thomas Albus                          |
| Jerry                      | Jack Ferraiolo           | Christian Giegerich                   |
| Jess                       | Dana Davis               | Patricia Strasburger                  |
| Jojo Potato                | Archie Yates             | Grischa Olbrich                       |
| Jonah                      | Jeff Bergman             | Erich Ludwig                          |
| Kugelfisch                 | Jeff Bennett             | Dustin Peters                         |
| Lloys                      | Tony Hale                | Benjamin Hirt                         |
| Maddie Flour               | Jill Bartlett            | Marget Flach                          |
| Maisdieb                   | James Patrick Stuart     | Peter Lewys Preston                   |
| Martha                     | Kari Wahlgren            | Angelika Bender                       |
| Monroe                     | Paul Eiding              | Hans-Georg Panczak                    |
| Mr. Duckweed               | Kevin McDonald           | Martin Bonvicini                      |
| Percy                      | Matt Jones               | Matthias Kupfer                       |
| Rosemary                   | Marlow Barkley           | Mia Durakovic                         |
| Sheriff Buck Leatherleaf   | James Adomian            | Gudo Hoegel                           |
| Sumpfbart-Joe              | Fred Tatasciore          | Ekkehardt Belle                       |
| Sylvia                     | Mona Marshall            | Madeleine Stolze                      |
| Teddy                      | Chris Sullivan           | Hans-Rainer Müller                    |
| The Curator                | Alex Hirsch              | Marc Rosenberg                        |
| Torwache                   | Matt Braly               | Fabian Wittkowski                     |
| Tuti                       | April Winchell           | Alexandra Ludwig                      |
| Valeriana                  | Susanne Blakeslee        | Claudia Schmidt                       |
| Wartilda                   | Kari Wahlgren            | Kerstin Julia Dietrich                |

### Animation
Rough Draft Korea, Sunmin Image Pictures und Saerom lieferten jeweils Animationen. Braly wählte diese Animationsstudios aus, weil sie noch mit handgezeichneten Animationen arbeiteten, ein Stil, den Braly für die Serie bevorzugte. Die Animatoren arbeiten drei bis vier Monate an der Vorproduktion, wobei die Fertigstellung einer Folge etwa neun Monate dauert. Vierzig Mitarbeiter der Walt Disney Studios in Burbank, Kalifornien, arbeiteten ebenfalls an der Serie.
James Turner, ein britischer Illustrator, der vor allem durch seine Arbeit an der Pokémon-Reihe bekannt ist (er hat mehrere Pokémon-Designs entworfen und war als Art Director für Pokémon Schwert und Schild tätig), lieferte in der Anfangsphase des Projekts die Illustrationen. Die visuelle Gestaltung der Serie wurde durch Jim Hensons Film Der dunkle Kristall von 1982 und die Zeichentrickverfilmung The Hobbit von 1977 inspiriert. Auch die Umgebungen der Serie wurden von der Natur inspiriert. Laut Braly beginnt das Storyboarding für eine Episode, nachdem das Drehbuch fertig ist. Braly erklärte, dass die unterschiedlichen Charakterdesigns für Anne und Marcy, obwohl beide Charaktere asiatischer Herkunft sind, darauf zurückzuführen sind, dass die Produzenten „sich nicht auf ein Charakterdesign festlegen wollten, nur weil die Leute denken, dass eine asiatische Person in einem Zeichentrickfilm so aussehen sollte“, da Charaktere „Repräsentationen von Menschen sind, keine Karikaturen“.
Am 24. März 2020 wurde Disney Television Animation als Reaktion auf die COVID-19-Pandemie geschlossen, während die Arbeit an der Serie aus der Ferne fortgesetzt wurde. Zu diesem Zeitpunkt hatten die Produzenten bereits mit den Storyboards für das Finale der zweiten Staffel begonnen, während andere Episoden nur teilweise fertiggestellt waren.

### Musik
T. J. Hill komponierte die Musik für die Serie. Während der Produktion der Serie schlug Leslie Wolfhard, die Ehefrau des Storyboard-Künstlers Steve Wolfhard, den Produzenten einen Song vor, der schließlich in der Episode „Insel der Verdächtigen“ der ersten Staffel verwendet wurde. Am 23. Juli 2020 erstellte Hill eine SoundCloud-Playlist mit zehn Titeln aus der Filmmusik der ersten Staffel.
Ein Lied mit dem Titel „Welcome to Amphibia“, gesungen von Celica Gray Westbrook, sollte ursprünglich als Titellied der Serie dienen. Das Lied wurde jedoch später zugunsten eines Instrumentalthemas verworfen. Laut Braly wurde „Welcome to Amphibia“ auf Anweisung von Disney geschrieben, aber er überzeugte das Studio schließlich, stattdessen ein Instrumentalthema zu verwenden, da er der Meinung war, dass es nicht zur Serie und ihrer Hauptfigur passte.
Hyper Potions komponierte eine neue Version des instrumentalen Eröffnungsstücks für das erste „Theme Song Takeover“-Video der Show. Eine dritte Version des Eröffnungsstücks mit einem Text des Autors Dan Siegel wurde für das zweite „Theme Song Takeover“-Video geschrieben.
Das Finale der ersten Staffel, „Wiedersehen“, enthält den Song „Lean on Me“ von Bill Withers. Braly sagte, dass er den Song ständig hörte, während er die Beziehung zwischen Anne, Marcy und Sasha entwickelte. Als die Arbeit an „Wiedersehen“ begann, beschloss Braly daher, den Song für die Szene zu verwenden, in der Sasha versucht, sich selbst zu opfern.
Am 23. April 2021 wurde ein Extended Play Album mit dem Titel Amphibia: Battle of the Bands veröffentlicht. Das Album enthält die Songs „Heartstomper“, geschrieben von T.J. Hill und gesungen von Akana, und „No Big Deal“, geschrieben von Adam Gubman und gesungen von Song, Akana und Tju, sowie instrumentale Coverversionen der beiden Songs von Hill, Todd McClintock und Adam Gubman.
In der dritten Staffel gab es ein Weihnachtsspecial mit dem Song „Our Special Time of Year“, geschrieben von Rebecca Sugar (Steven Universe). Braly hatte zuvor als Autor und Storyboardzeichner an der Steven-Universe-Folge „Lars und die coolen Kids“ mitgewirkt.
In der Folge der dritten Staffel, „All In“, ist der Song „As If It's Your Last“ der südkoreanischen Girlgroup Blackpink zu hören.

### Marketing
Am 19. Juli 2018 hat Disney während des Panels „Star gegen die Mächte des Bösen und Big City Greens“ auf der San Diego Comic-Con eine frühe Version des Intros der Serie veröffentlicht. Außerdem wurde eine limitierte Plüschversion von Sprig Plantar verschenkt.
Am 26. April 2019 veröffentlichte das Disney FanFest ein Musikvideo für eine von Celica Gray Westbrook gesungene Version der Eröffnungsmelodie mit dem Titel „Welcome to Amphibia“ sowie einen zweiminütigen Clip während eines Livestreams. Ursprünglich war geplant, das Lied als Titellied der Serie zu verwenden.
Am 14. Mai 2019 veröffentlichte der Disney Channel den Trailer und drei Tage später die endgültige Version des Intros.
Amphibia umfasst auch Kurzfilme, beginnend mit Teen Girl in a Frog World. Die Kurzfilme wurden am 3. September 2019 uraufgeführt.

## Kritiken
Emily Ashby von Common Sense Media bewertete die Serie mit 4 von 5 Sternen und lobte ihre Charaktere und Themen. Sie schrieb, dass „die Abenteuer von Sprig und Anne ein Vergnügen sind, vor allem wegen ihrer wunderbar kompatiblen Persönlichkeiten und der süßen Freundschaft, die sich zwischen ihnen entwickelt“, und dass „die Geschichte Themen wie Mobbing und emotionale Manipulation auf eine Weise illustriert, die Kinder und Jugendliche ansprechen und zu Diskussionen über diese Themen anregen kann“.
Bekah Burbank von LaughingPlace.com lobte die Fähigkeit der Serie, die Balance zwischen Humor und Horror zu halten, sowie das Tempo, die Charaktere und die Animation: „Amphibia ist clever und albern, mit vielen Witzen, die Kinder zum Lachen bringen, und gerade genug gruseligem Inhalt, um ihre Aufmerksamkeit zu behalten. Die Serie bewegt sich schnell und ist in zwei 11-minütige Episoden unterteilt, die - zumindest bei der Erstausstrahlung - ein komplettes Kapitel bilden. Die Animation ist lebhaft und farbenfroh, und die Charaktere sind eine wahre Freude“.
Dave Trumbore von Collider bewertete die ersten beiden Episoden der Serie mit 4 Sternen und meinte, sie seien „eine großartige Einführung in die Serie“.

## Auszeichnungen
Die Serie gewann 2021 einen Annie Award für „Bestes Charakterdesign“. Im selben Jahr wurde sie für einen Emmy Award für „Outstanding Children’s Animated Program“ nominiert, verlor aber gegen Hilda. Das Finale von Staffel 2, „True Colors“, wurde 2022 für die Annie Awards in den Kategorien „Best TV/Media - Children“, „Best Direction - TV/Media“ und „Best Editorial - TV/Media“ nominiert.
| Year | Award                       | Category                                           | Nominee(s)                                                                                           | Result    | Ref.          |
| ---- | --------------------------- | -------------------------------------------------- | --- | --------- | ------------- |
| 2021 | Annie Awards                | Best Character Design                              | Joe Sparrow (für „Der Wegversteck-Tag“)                                                              | Gewonnen  | [ 60 ]        |
| 2021 | Daytime Emmys               | Outstanding Children’s Animated Series             | Amphibia                                                                                             | Nominiert | [ 61 ]        |
| 2022 | Annie Awards                | Best TV/Media – Children                           | „Das wahre Gesicht“                                                                                  | Nominiert | [ 62 ] [ 63 ] |
| 2022 | Annie Awards                | Best Direction – TV/Media                          | Kyler Spears & Jenn Strickland (für „Das wahre Gesicht“)                                             | Nominiert | [ 62 ] [ 63 ] |
| 2022 | Annie Awards                | Best Editorial – TV/Media                          | Jennifer Calbi, Julie Anne Lau, Andrew Sorcini, David Vasquez & Yoonah Yim (für „Das wahre Gesicht“) | Nominiert | [ 62 ] [ 63 ] |
| 2022 | GLAAD Media Award           | Outstanding Kids and Family Programming            | Amphibia                                                                                             | Nominiert | [ 64 ]        |
| 2022 | Children’s and Family Emmys | Outstanding Writing for an Animated Program        | Amphibia                                                                                             | Nominiert | [ 65 ]        |
| 2022 | Children’s and Family Emmys | Outstanding Voice Directing for an Animated Series | Eden Riegel                                                                                          | Nominiert | [ 65 ]        |
| 2023 | Annie Awards                | Best Character Design – TV/Media                   | Joe Sparrow (für „Die schwerste Sache“)                                                              | Nominiert | [ 66 ]        |
| 2023 | Annie Awards                | Best Editorial – TV/Media                          | Andrew Sorcini, Yoonah Yim, Jennifer Calbi, Julie Anne Lau, & Louis Russell (for „All In“)           | Nominiert | [ 66 ]        |
| 2023 | GLAAD Media Award           | Outstanding Kids and Family Programming – Animated | Amphibia                                                                                             | Nominiert | [ 67 ]        |